# Dragon Age Pure
Die Dragon Age Pure (jap. ドラゴンエイジピュア, Doragon Eiji Pyua) war ein japanisches Shōnen-Manga-Magazin, das vom Verlag Fujimi Shobō herausgegeben wurde. Es wurde am 30. Januar 2006 zum ersten Mal ausgegeben und erschien vierteljährlich. Seit Erscheinen der vierten Ausgabe am 20. April 2007 erschien das Magazin im Zweimonatsrhythmus. Dragon Age Pure ist eine Sondervariante des Muttermagazins Dragon Age, das neben Manga auch Light Novels veröffentlicht.
Am 20. Februar 2009 erschien die 15. und letzte Ausgabe.

## Veröffentlichte Titel

### Manga
- @ Home
- bee-be-beat it!
- Clannad: Tomoyo Dearest
- Diebuster
- Dolls Girl
- Hime no Namida wa Todomaranai
- Ikoku Meiro no Croisée
- Kanon
- Maid o Nerae!
- Munto
- Nightly Knight
- Room No.1301
- Supa Supa
- Tetsunagi Kō ni
- Tomoyo After – Dear Shining Memories
- Yūgen-gaisha Kobold Shiritsu Tanteisha

### Light Novels
- Gakkō Yōkai Kikō Daihachi Kaidan Bashūchū